# Max Trinkaus
Max Trinkaus (* 4. April 1866 in Düsseldorf; † 7. Juli 1929 ebenda) war ein deutscher Privatbankier.

## Leben

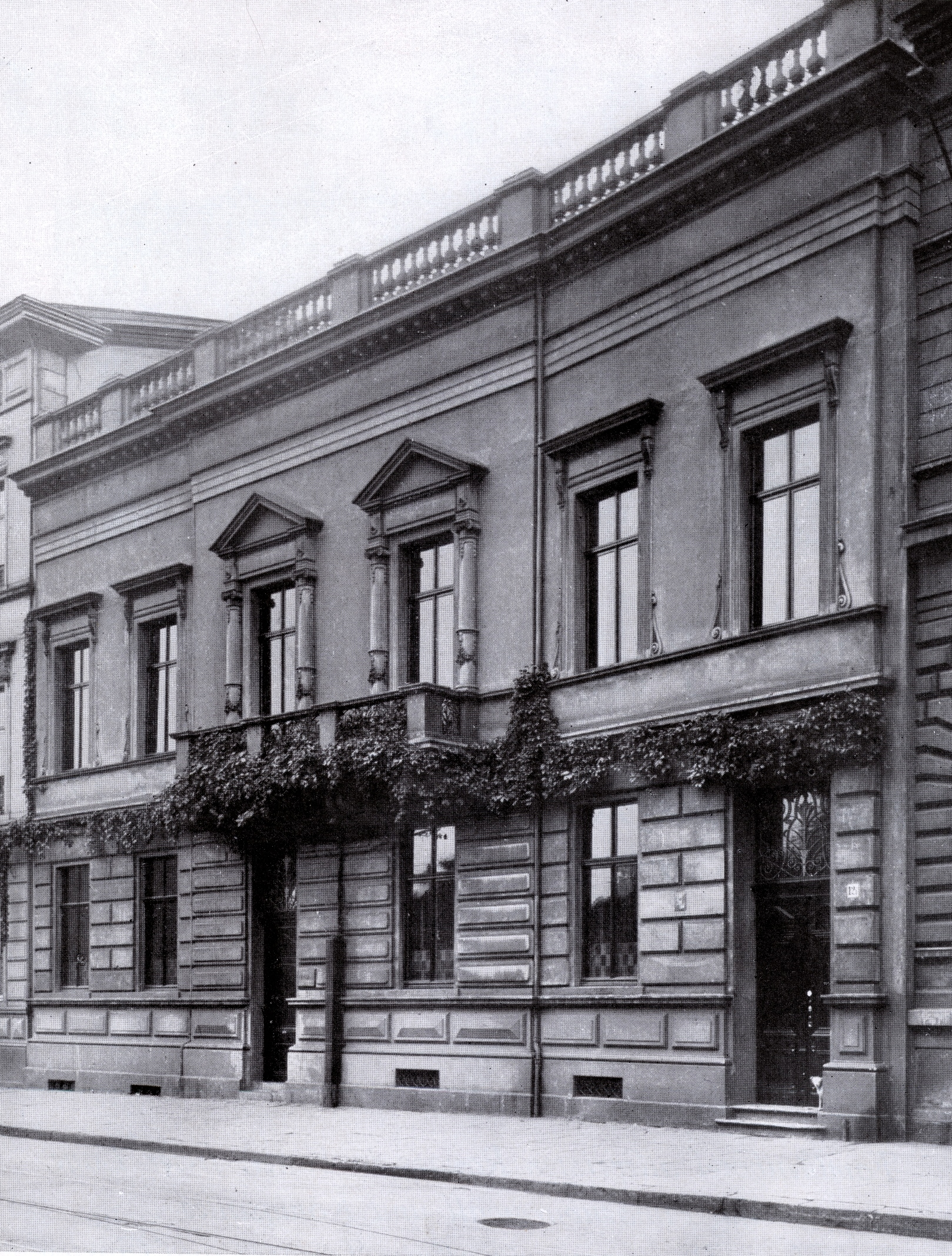
Bankhaus C. G. Trinkaus (Hofgartenstraße 12b), vor 1909

Max Trinkaus war Sohn des Düsseldorfer Privatbankiers Christian Gottfried Trinkaus junior und Enkel des Kaufmanns Christian Gottfried Trinkaus senior. Seine Mutter war Mathilde Trinkaus geb. Westhoff (1845–1918). Seine Schwester Alice (1871–1930) heiratete 1898 den Glashüttenbesitzer Hermann Heye.
Als Bankvolontär sammelte Max Trinkaus in Turin, Berlin und New York City berufliche Erfahrungen, ehe er als Teilhaber in das väterliche Bankhaus C. G. Trinkaus eintrat. Als sein Vater 1891 starb, übernahmen er und der langjährige Prokurist und Teilhaber Wilhelm Pfeiffer (1828–1900) die Leitung des Bankhauses. Nach Pfeiffers Tod übernahmen Max Trinkaus sowie Pfeiffers Sohn Wilhelm Pfeiffer (1861–1934) das Unternehmen. Die Herausforderungen waren für die Privatbank angesichts der Konkurrenz großer Aktienbanken sowie der Sparkassen und Genossenschaftsbanken beträchtlich. Unter seiner Führung war die Bank an der Finanzierung zahlreicher industrieller Großprojekte und Unternehmensfusionen beteiligt, etwa bei der Gründung und Entwicklung der Industrieterrain Düsseldorf-Reisholz AG, die die Ansiedlung von Henkel und rund 50 weiteren bedeutenden Industriebetrieben in Düsseldorf erreichte. 1912 war er Mitglied der Aufsichtsräte von 16 Gesellschaften. Bei zwei dieser Unternehmen führte er den Vorsitz, bei sechs anderen den Vorsitz in Stellvertretung. Im Jahr 1908 hatte er ein Einkommen von 500.000 Mark und ein Vermögen von mehr als 11 Millionen Mark zu versteuern.
Nachdem Max Trinkaus 1915 einen Schlaganfall erlitten hatte und die Deutsche Bank 1916 beim Bankhaus C. G. Trinkaus eingestiegen war, übernahm sie dort in den 1920er Jahren zunehmend Management und Führung, ehe die Familientradition der Bank 1929 mit dem Tod von Max Trinkaus ihr Ende fand.

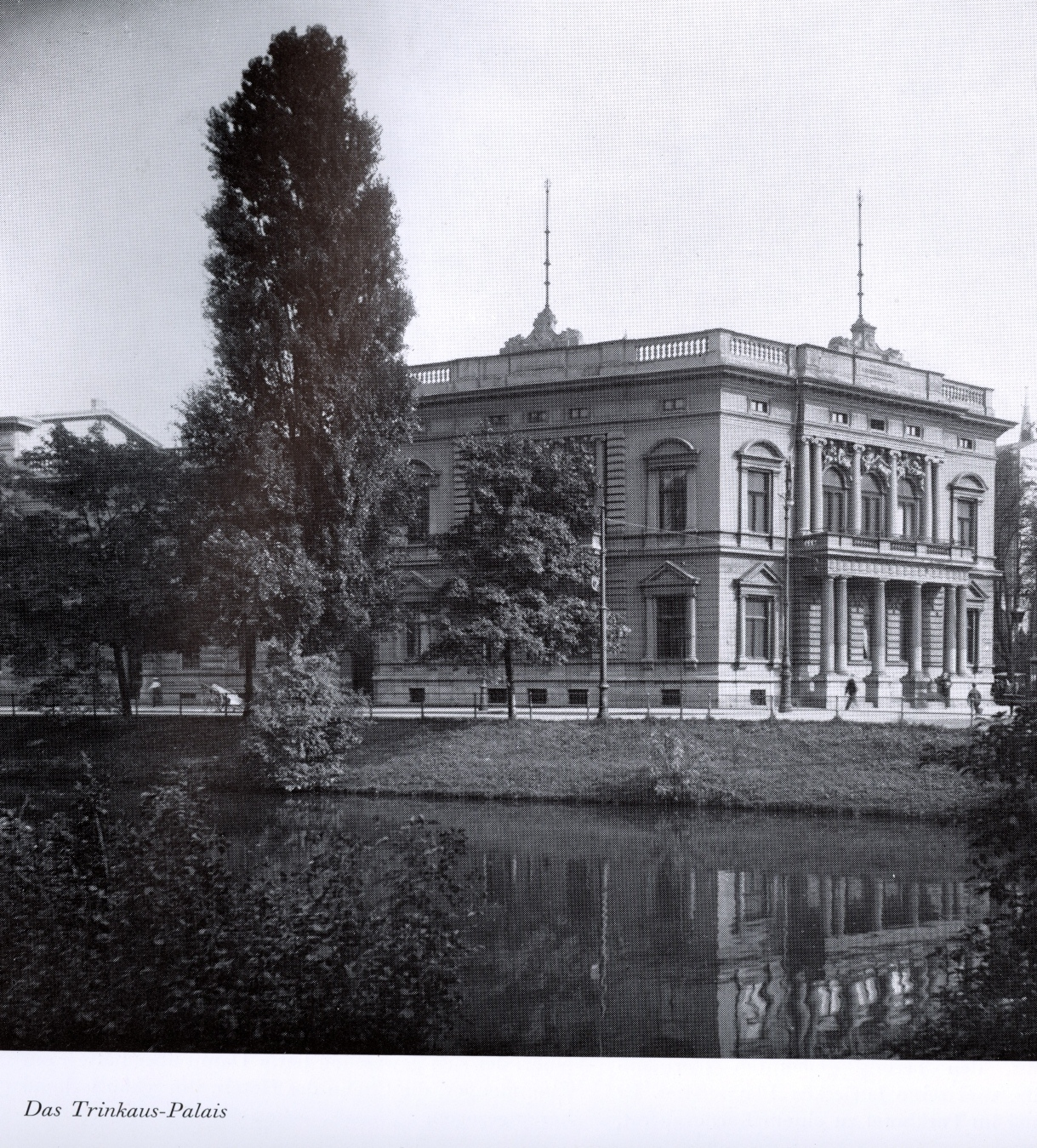
Trinkaus-Palais (Hofgartenstraße 14), 1909

Max Trinkaus bewohnte ab 1892 das repräsentative Trinkaus-Palais in Düsseldorf und war Konsul Spaniens für den Regierungsbezirk Düsseldorf und die Provinz Westfalen. Wie sein Vater war er gesellschaftlich sehr engagiert. Er zählte zu den Organisatoren der bedeutenden Düsseldorfer Gewerbe- und Kunstausstellung 1902. 1904 setzte er sich für die Gründung des Düsseldorfer Schauspielhauses ein, dem er bis zu seinem Tod verbunden blieb. 1912 war Max Trinkaus der einzige Bankier unter den Gründern des Industrie-Clubs Düsseldorf, eines „Treffpunkts der Eliten“ von überregionaler Bedeutung. 1918 bestellte ihn die Düsseldorfer Börse zum Vorsitzenden, der er bereits seit 1892 als Mitglied angehört hatte. 1917 schloss er sich der nationalkonservativen Deutschen Vaterlandspartei an, nach dem Ersten Weltkrieg wurde er Mitglied der Deutschnationalen Volkspartei. Trinkaus war ferner Reserveoffizier des Westfälischen Ulanen-Regiments Nr. 5 und Mitglied des Düsseldorfer Rudervereins 1880.